# Ballymote
Ballymote (en irlandais : Baile an Mhóta) est un village du comté de Sligo en Irlande. C'est une ville historique, où se trouve notamment le Ballymote Castle (en), construit par le comte Richard de Bourg au XIIIe siècle.